# Leningrad (banda)
Leningrad (en ruso: Ленинград) es una banda de ska punk originaria de la ciudad rusa de San Petersburgo (antiguamente "Leningrado").
La banda, que cuenta con 14 miembros, surgió a finales de los 90 alrededor de la figura del cantante Sergéi Shnurov. Pronto se hicieron famosos por sus letras groseras, razón principal de que fuesen ignorados en un primer momento por la mayor parte de las emisoras de radio. Esto no impidió que su popularidad fuera en aumento. Como dijo el propio Shnurov: "Nuestras canciones tratan solo sobre las partes buenas de la vida, es decir, el vodka y las mujeres".[cita requerida] Se sabe que la banda no era del agrado del alcalde de Moscú, Yuri Luzhkov, que canceló muchos de sus conciertos en la ciudad.[cita requerida] Pasado algún tiempo, el grupo consiguió aparecer en la radio y la televisión (con ruidos censurando las palabras obscenas) y Shnurov llegó a presentar especiales de Nochevieja en la televisión de su país.
Leningrad se hizo conocida en otras partes del mundo. Tres canciones suyas tuvieron un lugar destacado en la película de 2005 "Todo está iluminado", protagonizada por Elijah Wood. Otra de sus canciones, "Nikogo ne zhalko", apareció en el videojuego Grand Theft Auto IV.
El 25 de diciembre de 2008, Shnurov disolvió la banda, que no obstante terminó la gira que estaba llevando a cabo por Rusia, dando su último concierto en febrero de 2009. El motivo de la disolución fue la creación por parte de Shnurov de un nuevo grupo,  Rubl.

## Historia

### 1996-1999
Leningrad fue fundado por Sergéi Shnurov que en ese momento era bajista de la banda, Aleksandr Popov estaba en el bombo y voz de apoyo, Aleksander Privalov en la trompeta, Vasiliy Savin en el trombón, Román Forkin en el saxofón, Ilya Ivashov en la tuba, Andréi Antonenko en el acordeón, Denis Kalashnik en la guitarra, Alekséi Kalinin en la percusión (que se sumó a la banda en el verano de 1997), Dmitry Melnikov en la batería y el cantante era Igor Vdovin.
Desde el principio la banda se negó a ser encasillada en un solo género y prefieren un atributo más coherente: “vocabulario no normativo” (y libre uso de malas palabras). 
Su primer concierto tuvo lugar el 13 de enero de 1997 en Art-Klinike.
En la primavera y verano de 1998 la banda grabó material para su álbum debut, producido por el famoso músico de San Petersburgo, Leonid Fedorov. Pero el lanzamiento del álbum se pospuso a causa de la crisis de 1998 y fue finalmente lanzado en julio de 1999 en formato de cinta con un límite de 500 copias.
El 25 de diciembre Leningrad realizó un recital en Moscú, este fue también el primer concierto donde cantó Shnur (Vdovin no fue a Moscú). En el verano de 1999 en la discográfica O.G.I. se realizó el lanzamiento oficial del primer álbum debut Pulya únicamente en CD (una versión de dos discos). Pero esta edición era errónea, tenía los nombres de las canciones mezclados (la canción “Kolokola” se nombró erróneamente “Katya”), Shnurov considera que la versión confiable de Pulya es en casete.
En otoño de 1998 se filmó el video de la canción “Ya tak lyublyu tebya”, que se televisaba únicamente en la NBN y otros canales locales de San Petersburgo. La banda no quedó muy satisfecha con el video, teniendo en cuenta que el clip de video no se corresponde con la idea de creatividad de Leningrad según los músicos.
Además de Pulya lanzaron un simple Nebo napopolam.
En octubre de 1998 en el estudio de Neva Records comenzó la grabación del nuevo álbum (en el cual Vdovin no participó).
Vdovin finalmente se retiró de Leningrad (dedicándose al estudio de la música electrónica) y Shnur tomó su lugar. Como Shnurov más tarde dijo en una entrevista "Igor Vdovin cantaba, pero lo que tenía que hacer era gruñir". Y Shnur comenzó a "gruñir" sus canciones por sí mismo.
En noviembre de 1999 Leningrad firma un contrato para grabar cuatro discos con la compañía Gala Records. Ese mismo mes se filmó el segundo clip de la banda “Du yu lav mi” (director: Tokin, Shnur) y fue dado a conocer por los canales locales de San Petersburgo.
En noviembre Aleksei Kalinin se retira de Leningrad tomándose un año sabático en Colombia, fue remplazado temporalmente por Dmitry Melnikov.
El 18 de diciembre de 1999 lanzaron su segundo álbum Mat bez elektrichestva (en formato de CD y casetes).

### 2000-2002
En el verano del año 2000 la banda grabó su tercer álbum Dachniki, que se convirtió en quizás el más emblemático en la biografía de Leningrad. Para este disco la música de la banda se volvió más rápida y más dura.
Leningrad generalmente realizaba sus conciertos en clubes (Grivoedov, Manhattan, Spartacus), pero el 4 de marzo de 2000 dieron su primer recital en sala grande (el Palacio de la Cultura de Leningrado) anunciado como el último ya que se tomarían un tiempo indeterminado.
El 31 de marzo Shnur comenzó a grabar su álbum solista Made in Zhopa, en la grabación participaron músicos de Leningrad, Andrei Antonenko y Dmitry Melnikov.
El 8 de abril Leningrad presenció los “Premios FUZZ” en el Palacio de Deportes Jubileinii (con 9000 personas), nominados en la categoría “Mejor grupo nuevo” pero el premio lo recibió MultFilmy.
La composición del grupo estaba en permanente cambio, sin embargo, tenía miembros que nunca variaban: Shnur, Fokin, Antonenko y Popov. Durante los conciertos el número de participantes podía variar de cuatro a catorce personas.
En abril de 2000 el grupo realizó en Helsinki y Minsk un concierto sin Shnur, donde Popov ocupó su lugar cantando (voz principal en “Zenith” en el disco Pulya).
En la primavera de 2002 Leningrad lanzó a través de la compañía discográfica S.B.A./ Gala Records su nuevo álbum Pirati XXI veka, este llevó al grupo a un nuevo nivel, transformando a Shnur y a la banda en una especie de megaestrellas de rock ruso. Con canciones irónicas, sobre el amor y el odio, con más ira y un estilo entre rock, ska y punk. Del disco se destacan varias canciones que obtuvieron mucha popularidad “Komon evrybadi” y “Sobaka Baskervilei”, entre otras. E incluye el tema “WWW” que se convirtió en un éxito musical (esta canción llegó al puesto n.º 1 en la tabla “El cuadro Dozen” de Nashe Radio en el 2002).
Para la grabación de este álbum se sumaron los músicos del grupo Spitfire, proporcionando una riqueza de sonidos totalmente nuevos y dándole un inesperado giro al disco.
Tras la publicación de Pirati XXI veka la banda anunció nuevamente tomarse un descanso por tiempo indeterminado, y mientras tanto estaban preparando nuevo material. Más tarde Shnnur anunciaba que los músicos de Spitfire pasarían a ser miembros permanentes de Leningrad y a formar parte de las actuaciones en vivo.
Muchas composiciones de Leningrad fueron incluidas en una gran cantidad de compilados de música de todos los géneros: desde rock, disco, pop y reggae. Y varios videos se encontraron entre los más populares en el Hit-parade. El grupo fue reconocido con éxito por en las principales radios y canales de televisión. También obtuvo reconocimiento en el extranjero, actuando en Estados Unidos, Alemania, Israel y los países bálticos en 2001 – 2002.

### 2003-2008
En 2003 Shnur fundó su propio sello discográfico ShnurOK (pronunciado Shnur ROCK), con el que Leningrad, Spitfire y St. Petersburg ska jazz review (el proyecto paralelo de los músicos de Spitfire) lanzaban sus disco así como los grupos más alternativos de San Petersburgo.
A finales de 2003 Gala Records lanzó Tochka, el sexto álbum de Leningrad, sin el permiso de Shnurov. Es una compilación de obras sin editar. Pero según la discográfica el mercado estaba dispuesto a aceptar cualquier cosa con el nombre Shnurov sobre la misma.
El uso continuo de blasfemias en las canciones del grupo les cerró el camino en muchas estaciones de radio y en los canales de televisión central. Motivo por el cual las autoridades de Moscú en cualquier intento de concierto del grupo inmediatamente o a último momento eran cancelados.
Se sabe que la banda no era del agrado del alcalde de Moscú, Yuri Luzhkov, que prohibió a la banda de actuar en la capital del país en el año 2003. El alcalde parecía no entender que su prohibición y censura resultaba ser una gran promoción para la banda, ya que a causa de esto la gente les prestaba mayor atención y sólo servía para agregar más fanes al grupo de seguidores que viajarían en grandes enjambres a San Petersburgo para los conciertos en el estadio deportivo Jubileinii.
En el período de 2003 a 2005 Leningrad publicó tres álbumes de estudio, adquiriendo una enorme popularidad con el disco Dlya Millionov (2003), el disco conceptual Babarobot (2004) y Huinya (2005) grabado con el grupo británico The Tiger Lillies.
En 2005 Leningrad dedicó gran cantidad de su tiempo al estudio, haciendo excepciones únicamente para grandes eventos en vivo. Ese verano el grupo encabezó el festival de rock de Rusia Nashestvie. En el otoño Shnur y su banda realizaron por primera vez conciertos en Austria (Graz) y Suiza (Zúrich).
Después de ese extenso tiempo de gira se produjo el acontecimiento tan esperado por los fanáticos del grupo, el lanzamiento del nuevo álbum  Hleb, que fue recibido con entusiasmo por el público y la prensa. En otoño de 2006, después de varios viajes por Europa, Leningrad lanzó su álbum Babie leto, en el que Shnur vuelve a la verdadera fuente de su creatividad: groserías, licor y mujeres. La despreocupada y alegre sensación del álbum se corresponde con los videos “P y J” (estas letras hacen referencia a los genitales masculinos y femeninos) y "Guboshliop".
El 11 de marzo de 2006 se hizo un concierto en el Palacio de deportes Yubileiniy con el que se realizó un DVD titulado Lenin-grad Zhiv!.
Avrora, el último álbum del grupo, fue lanzado a fines de 2007 y hasta hoy en día goza de gran éxito. Realizaron una gira para presentar el disco y para retirarse definitivamente por Polonia, Hungría, Suiza, Alemania, Finlandia, Italia, Austria, Rusia, Estados Unidos y Holanda, entre enero de 2007 y enero de 2009.
El 25 de diciembre de 2008, después de varios exitosos conciertos en el club B1 Maximum, Sergei Shnurov anunció la disolución de Leningrad y la creación de su nuevo grupo Rubl.

### 2010
El 9 de agosto de 2010 fueron anunciados en la prensa nuevos conciertos programados para el mes de noviembre en la ciudad de Moscú.
El 20 de septiembre después de dos años de inactividad del grupo, Leningrad publicó en Internet el video de la nueva canción “Sladkiy son”. En tan solo dos días el clip rompió el récord de vistas esperado y provocó un gran entusiasmo en los fanáticos. Cabe destacar que en esta composición Sergei Shnurov no pronuncia una sola palabra, mientras que la voz principal es realizada por Yulya Kogan. El video fue dirigido por el famoso fotógrafo Iván Ushkov. Tres días más tarde se publicaba en la página web del grupo un nuevo video “Gorkiy son”, con la letra y música casi idéntica a la anterior pero esta vez cantada por Vsevolod Antonov.
El 24 de septiembre de 2010 lanzaron el video “Himkinskiy Les”. La música y letra fueron escritas conjuntamente por Sergei Shnurov y Stas Baretskiy. El clip fue realizado por el director Andrei Zakirzyanovim, basado en las pinturas del artista Nikolai Kopeikin.
El 26 y 27 de noviembre en el club de la capital Arena Moscow se realizaron dos conciertos los que resultaron un éxito y ambas funciones con la venta de entradas agotadas.
Para sorpresa del público, el grupo apareció de forma inusual, en lugar de estar con el pelo corto y con la ropa que usan generalmente aparecieron todos con bigotes, vestidos con un estilo de conjunto musical soviético y Sergei Shnurov subió al escenario como un músico de rock de los ’70, con el pelo hasta los hombros, chaqueta de perlas y jeans ajustados. Realizaron temas del nuevo álbum y grandes éxitos de los últimos años.

### 2011
El 12 y 13 de abril en la ciudad de San Petersburgo el grupo presentó su nuevo álbum Hna, del cual se había publicado la lista de temas el 6 de abril en el sitio oficial del grupo, en dicho álbum sobresale la incorporación de Yulya Kogan "Nogi" (Юля Коган "Ноги") dentro de la voz y los coros del grupo agregando un contraste con la voz del propio Sergéi Shnurov.
2011-2014
En 2011 presentan su siguiente álbumVechnyy Ogon continuando con Ryba 2012, Vecherniy Leningrad 2012 álbum acústico de éxitos de la banda, Leningrad Luchsheye! 2014 álbum recopilatorio de éxitos, Plyazh nash y Farsh en 2014 destacando estos últimos por la calidad de la producción de sus videos musicales en los sencillos de la banda y la incorporación de una segunda voz en los coros Alisa Vox (Алиса Вокс).
2014-2020
De 2014 a 2020 la banda presenta activamente una cantidad de sencillos, cada uno acompañado de videos musicales con humor negro y sátiras acordes a las letras de los mismos, destacando la aparición del propio Sergéi Shnurov, y las coristas Yulya Kogan y Alisa Vox como protagonistas de los mismos. Es durante este periodo que se realizan cambios en la integración de la banda destacando la salida de Yulya Kogan y tomando su lugar Florida Chanturiya (Флорида Чантурия).
2020- actualidad
Tras la salida de Alisa Vox, la banda continua activamente presentando sencillos junto a videos musicales esta vez haciendo colaboraciones con la cantante Ksenia Rudenko (Ксения Руденко) ó Zoya (ЗОЯ), experimentando con ritmos más electrónicos o de pop aunados a la variación de entonación de la cantante Zoya, ejemplo de ello se puede observar en el sencillo Ritm i melodiya (Ритм и мелодия) de 2022, debido a la pandemia de COVID-19 la producción de los videos musicales se limita a grabaciones en estudio pequeñas con temáticas irreverentes teniendo como protagonistas a Zoya (ЗОЯ) y el propio Sergéi Shnurov.
Debido al conflicto entre Rusia y Ucrania y las consecuentes sanciones, la agrupación comienza a reflejar en la letra de sus canciones y videos el acontecer diario derivado de dicho conflicto, ejemplo de ello se puede apreciar en el sencillo Geopoliticheskaya (Геополитическая), Gamayun (Гамаюн), Nasha ekonomika (Наша экономика), en noviembre de 2023 la banda lanza un polémico video Rostekh (Ростех) alabando al conglomerado de defensa estatal Rostec, cuando se le preguntó a Sergéi Shnurov en 2023 sobre su postura sobre la guerra en Ucrania, el músico dijo: “Vete a la mierda. Es mi derecho si quiero elegir o no quiero elegir. Te traen un vaso de vodka y un vaso de whisky, pero tú quieres vino."

## Integrantes del grupo
- Sergéi Shnurov "Shnur" (Сергей Шнуров "Шнур") - voz, arreglos y letras.
- Florida Chanturiya (Флорида Чантурия) -  voz, coros.
- Ksenia Rudenko (Ксения Руденко) ó Zoya (ЗОЯ) -  voz, coros.
- Viacheslav Antonov "Sevich" (Вячеслав Антонов "Севыч") - coros, maracas.
- Aleksandr Popov "Puzo" (Александр Попов "Пузо") - bombo, percusión, voz.
- Andréi Antonenko "Antonenich" (Андрей Антоненко "Антоненыч") - tuba, arreglos.
- Grigori Zontov "Zontik" (Григорий Зонтов "Зонтик") - saxofón tenor.
- Román Parygin "Shujer" (Роман Парыгин "Шухер") - trompeta.
- Denís Mozhin (Денис Можин) - batería.
- Andréi Kuraev "Ded" (Андрей Кураев "Дед") - bajo.
- Iliá Rogachevski "Pianist" (Илья Рогачевский "Пианист") - teclados.
- Konstantín Limonov "Limon" (Константин Лимонов "Лимон") - guitarra.
- Vladislav Aleksandrov "Valdik" (Владислав Александров "Валдик") - trombón.
- Alekséi Kanev "Leja" (Алексей Канев "Леха") - saxofones barítono y alto.
- Alekséi Kalinin (Алексей Калинин) - percusión
- Stas Baretskiy (Стас Барецкий) - Imagen/bailarín, mascota.

## Antiguos integrantes
- Igor Vdovin (Игор Вдовин) - voz
- Aleksandr Privalov "Sashko" (Александр Привалов "Сашко") - trompeta
- Vasily Savin "Vaso" (Василий Савин "Васо") - trombón
- Román Fokin "Romero" (Роман Фокин "Ромеро") - saxofón
- Ilya Ivashov "Drakula" (Илья Ивашов "Дракула") - tuba
- Denis Kalashnik "Den" (Денис Калащник "Ден") - guitarra
- Dmitry Melnikov "Mitya" (Дмитри Мелников "Митя") - batería
- Denís Kuptsov "Kashchéi" (Денис Купцов "Кащей") - batería.
- Vasilisa Starshova (Василиса Старшова) - voz
- Yulya Kogan "Nogi" (Юля Коган "Ноги") - voz, coros.
- Alisa Vox (Алиса Вокс) - voz, coros.

## Discografía
| Año  | Título transliterado                  | Título original                       | Traducción                          | Comentarios |
| ---- | ------------------------------------- | ------------------------------------- | ----------------------------------- | --- |
| 1999 | Pulya                                 | Пуля                                  | Bala                                | |
| 1999 | Mat bez elektrichestva                | Мат Без электричества                 | "Mat" sin electricidad              | "Mat" es el nombre de un tipo de jerga malsonante. También según diccionarios de Ruso-Español "Mat" significa blasfemia. |
| 2000 | Dachniki                              | Дачники                               | Granjeros                           | |
| 2001 | Made in Zhopa                         | Маде Ин Жопа                          | Made in culo                        | |
| 2001 | Pulya+ (2 CD)                         | Пуля+ (Диск 1 & 2)                    | Bala+ (disco 1 & 2)                 | |
| 2002 | Pirati XXI veka                       | Пираты XXI века                       | Piratas del siglo XXI               | |
| 2002 | Tochka                                | Точка                                 | Punto                               | Contiene la canción "Money"                                                                                              |
| 2003 | Vtoroy Magadanskiy                    | Второй Магаданский                    | Segundo Magadan                     | |
| 2003 | Leningrad udelivaet Ameriku Disk 1    | Ленинград уделывает Америку (Диск 1)  | Leningrad recorre América (disco 1) | |
| 2003 | Leningrad udelivaet Ameriku Disk 2    | Ленинград уделывает Америку (Диск 2)  | Leningrad recorre América (disco 2) | |
| 2003 | Dlya millionov                        | Для миллионов                         | Para millones                       | Contiene la canción "Меня зовут Шнур"                                                                                    |
| 2004 | Babarobot                             | Бабаробот                             | Babarobot                           | |
| 2004 | (Ne) Polnoe sobranie sochineni        | (Не) Полное собрание сочинений        | Obras (no) selectas                 | Recopilatorio |
| 2005 | Huinya                                | Хуйня                                 | Mierda                              | Colaboración con The Tiger Lillies.                                                                                      |
| 2005 | Hleb                                  | Хлеб                                  | Pan                                 | |
| 2006 | Hleb                                  | Хлеб                                  | Pan                                 | Edición alemana de Хлеб                                                                                                  |
| 2006 | Babie leto                            | Бабье лето                            | Veranillo                           | |
| 2007 | Avrora                                | Аврора                                | Aurora                              | |
| 2010 | Posledny Kontsert Leningrada (CD/DVD) | Последний концерт Ленинграда (CD/DVD) | Último concierto de Leningrad       | Último concierto del grupo realizado en el Palacio de Deportes Yubileiny                                                 |
| 2011 | Hna                                   | Хна                                   | Alheña                              | |
| 2011 | Vechnyy Ogon                          | Вечный Огонь                          | Llama Eterna                        | |
| 2012 | Ryba                                  | Рыба                                  | Pez                                 | |
| 2012 | Vecherniy Leningrad                   | Вечерний Ленинград                    | Noche de Leningrado                 | Álbum acúsitico de éxitos                                                                                                |
| 2014 | Leningrad Luchsheye!                  | Ленинград: Лучшее!                    | Leningrado: ¡El mejor!              | Álbum de éxitos |
| 2014 | Plyazh nash                           | Пляж наш                              | La playa es nuestra                 | |
| 2014 | Farsh                                 | Фарш                                  | Carne molida                        | |

### DVD
| Año  | Título transliterado        | Título original             | Traducción                | Comentarios                               |
| ---- | --------------------------- | --------------------------- | ------------------------- | ----------------------------------------- |
| 2002 | Leningrad Udelivaet Ameriku | Ленинград Уделывает Америку | Leningrad recorre América | Incluye los videos "WWW" y "Money"        |
| 2006 | Lenin-grad Zhiv!            | Ленин-град Жив!             | Lenin-grad vive!          | Incluye los videos "Menedzher" y "Dorogi" |
| 2008 | Leningrad DS Yubileiniy     | Ленинград ДС Юбилейный      |                           |                                           |